# Cacá Ribeiro
Cacá Ribeiro (José Carlos Ribeiro Filho), nasceu em 21 de setembro de 1962 em São Paulo. Cacá já foi bailarino de dança contemporânea, ator e produtor teatral. Atualmente é um dos maiores produtores de eventos do País e também empresário sócio dos clubes Lions Nightclub, Club Yacht e Club Jerome.

## Carreira
Em 1993, com a primeira vinda da Madonna ao Brasil,
"Cacá Ribeiro promoveu a festa “Será que ela vem?” que foi feita para Madonna. O assunto em São Paulo era esse: ela vai ou não vai? O burburinho foi tão grande que Cacá se tornou um dos maiores promotores de festa da cidade depois desse acontecimento”   https://glamurama.uol.com.br/nos-57-anos-de-madonna-relembre-6-babados-de-suas-passagens-pelo-brasil/)

Desde então, Cacá já esteve a frente dos principais eventos de São Paulo, produzindo Bailes de Gala, Jantares Beneficentes, desfiles como o da Cia Marítima em 2001 com Gisele Bündchen na São Paulo Fashion Week e festivais como Free Jazz, Tim Festival e Carlton Dance Festival.
“Cacá produziu festas que foram sucesso estrondoso. Entre seus clientes, Diesel, Mario Testino, Chandon, Nike, Bulgari, Vogue e muitos outros."                               (https://hardecor.com.br/caca-ribeiro/
Como ator e produtor participou da Cia de teatro Gerald Thomas por cinco anos onde teve a oportunidade de produzir pelo Brasil, Suíça, Estados Unidos, Itália, Dinamarca e Argentina espetáculos com Fernanda Montenegro, Fernanda Torres, Bete Coelho, Giulia Gam, entre outros artistas.

## Empresário
Cacá sempre sentiu a necessidade de valorizar o Centro de São Paulo que desde os anos 80, seguia cada vez mais abandonado. Foi quando iniciou sua carreira como empresário com o Club Royal, casa noturna inaugurada em 2006 no antigo restaurante Paddock (atual Patrimônio Histórico de São Paulo).
Desde então, seu trabalho como empresário foi reconhecido pela Prefeitura de São Paulo com o movimento de revitalização do Centro da cidade, onde ele se tornou voluntário auxiliando a Prefeitura a analisar a viabilidade de negócios e apontar empresários que poderiam aderir ao movimento.
“É um orgulho saber que posso ajudar no movimento de resgate do Centro, trazendo uma iniciativa privada moderna"https://www1.folha.uol.com.br/folha/dimenstein/colunas/gd251006.htm
Cacá Ribeiro já esteve à frente também da marca Neon destaque em diversas edições do São Paulo Fashion Week e atualmente segue como sócio da Cake Produções e da Holding MCR, grupos responsável por administrar os clubes Lions Nightclub, Club Yacht e Club Jerome, todos localizados em São Paulo.